# Aktienrendite
Die Aktienrendite (englisch Total Shareholder Return, TSR) ist in der Aktienanalyse und der Fundamentalanalyse eine betriebswirtschaftliche Kennzahl, welche die Rendite von Aktien wiedergibt. Pendant ist die Anleihenrendite.

## Allgemeines
Die Rendite ist allgemein ein wesentlicher Entscheidungsmaßstab für Anleger von Kapitalanlagen. Im Börsenwesen wird die Aktienrendite der Rendite von Anleihen gegenübergestellt. Bei der Berechnung von Renditen ist stets ein Kapitalertrag erforderlich, der als Werttreiber für die Höhe der Rendite sorgt. Bei der Rendite von Anleihen ist dies der Zinsertrag (Kupon) aus der Anleihe, bei der Dividendenrendite wird ausschließlich die Dividende von Aktien zugrunde gelegt, bei der Aktienrendite werden noch etwaige Kursgewinne oder Kursverluste berücksichtigt. Aktienrendite und Dividendenrendite sind mithin keine Synonyme.
Die Aktienrendite macht unterschiedlich hohe Kursniveaus von Aktien vergleichbar.

## Berechnung
Die Aktienrendite {\displaystyle A} ergibt sich aus der Dividende {\displaystyle D} (zuzüglich Steuergutschrift {\displaystyle S}) und einem etwaigen Kursgewinn {\displaystyle K_{g}} oder Kursverlust {\displaystyle K_{v}}, dividiert durch den Aktienkurs zum Kaufzeitpunkt {\displaystyle K_{a}}:
{\displaystyle A={\frac {({\text{D}}+{\text{S}})+K_{g}-K_{v}}{K_{a}}}\cdot 100}.
Mit steigender Dividende erhöht sich bei gegebenem Börsenkurs die Aktienrendite. Kommen noch Kursgewinne/Kursverlust hinzu, so erhält die Aktienrendite ein individuelles Merkmal des jeweiligen Anlegers und ist interpersonell nicht mehr vergleichbar. Die Dividendenrendite einer Aktie kann definitionsgemäß nicht negativ sein. Da die Aktienrendite auch Kursverluste berücksichtigt, kann die Aktienrendite dagegen auch negativ sein. Langfristig ist die Wahrscheinlichkeit einer negativen Aktienrendite allerdings umso geringer, je länger ein Aktienengagement besteht.
Unter dem Aspekt der Marktrisikoprämie kann die erwartete Aktienrendite {\displaystyle A_{e}} unter Berücksichtigung des nominalen risikofreien Zinssatzes {\displaystyle r_{f}} und der erwarteten Risikoprämie {\displaystyle ERP} wie folgt berechnet werden:
{\displaystyle A_{e}=r_{f}+ERP}.
Sie gibt an, wie hoch der risikofreie Zinssatz und die Risikoprämie sind und welchen Einfluss sie auf die Höhe der Marktrisikoprämie haben.

## Statistiken
Die folgende Zeitreihe zeigt im Vergleich die Dividendenrendite der DAX-Werte und die Anleihenrendite 10-jähriger Bundesanleihen:
| Jahr | Dividenden- rendite | Rendite 10-jähriger Bundesanleihen |
| ---- | ------------------- | ---------------------------------- |
| 1999 | 1,8 %               | 4,5 %                              |
| 2000 | 2,0 %               | 5,2 %                              |
| 2002 | 2,4 %               | 5,0 %                              |
| 2004 | 1,7 %               | 4,4 %                              |
| 2006 | 2,2 %               | 4,1 %                              |
| 2008 | 5,3 %               | 4,6 %                              |
| 2010 | 2,8 %               | 2,6 %                              |
| 2012 | 3,8 %               | 1,6 %                              |
| 2014 | 2,8 %               | 0,9 %                              |
| 2016 | 2,3 %               | −0,1 %                             |
| 2018 | 2,8 %               | 0,6 %                              |
| 2020 | 2,7 %               | −0,5 %                             |

Einige Statistiken sprechen von der Aktienrendite, meinen aber die Dividendenrendite, weil als Marktdaten lediglich die gezahlte Dividende, nicht aber der individuelle Kursgewinn/Kursverlust bekannt sind. Während die Anleihenrendite vor allem von der Zinspolitik der Zentralbanken abhängt, wird die Aktienrendite insbesondere durch die Ertragslage der Aktiengesellschaften beeinflusst. Gibt es ein hohes Zinsniveau, ist die Aktienrendite tendenziell niedriger als die Anleihenrendite. Beim Negativzins hatte dagegen selbst eine niedrige Aktienrendite keine Mühe, die (negative) Anleihenrendite zu übersteigen.
Die langfristige Entwicklung der Aktienrenditen in Deutschland zeigt folgendes Bild:
| Zeitraum  | Nominalrendite in % p. a. | Realrendite in % p. a. |
| --------- | ------------------------- | ---------------------- |
| 1946–1965 | 13,1                      | 05,2                   |
| 1966–1981 | 06,6                      | −4,1                   |
| 1982–1999 | 17,3                      | 10,2                   |
| 1982–2001 | 14,1                      | 07,4                   |

Die Realrenditen berücksichtigen die Inflation oder Deflation, während die Nominalrenditen diese Kennzahlen ignorieren.
Die Jahresdurchschnittsrenditen in den USA zwischen 1926 und 2002 stellten sich wie folgt dar:
| Betriebsgröße     | Durchschnittsrendite in % p. a. | Renditeart      |
| ----------------- | ------------------------------- | --------------- |
| Großunternehmen   | 12,2 %                          | Aktienrendite   |
| Kleinunternehmen  | 16,9 %                          | Aktienrendite   |
| Industrieanleihen | 06,2 %                          | Anleihenrendite |
| Staatsanleihen    | 05,8 %                          | Anleihenrendite |

Langfristig betrachtet lag die Aktienrendite stets deutlich über der Anleihenrendite (Begründung siehe dort).

## International
International haben folgende Aktien die besten Aktienrenditen:
| Unternehmen      | Staat              | Dividendenrendite 2021 |
| ---------------- | ------------------ | ---------------------- |
| AT&T             | Vereinigte Staaten | 4,6 %                  |
| Scotiabank       | Kanada             | 4,4 %                  |
| Deutsche Telekom | Deutschland        | 3,8 %                  |
| IBM              | Vereinigte Staaten | 5,1 %                  |
| Münchener Rück   | Deutschland        | 4,6 %                  |
| Novartis         | Schweiz            | 3,8 %                  |
| Omnicom          | Vereinigte Staaten | 3,4 %                  |
| Pfizer           | Vereinigte Staaten | 3,1 %                  |
| Sanofi           | Frankreich         | 3,5 %                  |
| Swiss Re         | Schweiz            | 6,7 %                  |

Renditestärkste Aktie war 2021 die Swiss Re, gefolgt von AT&T/IBM. In Deutschland führte die Münchener Rück vor Deutsche Telekom. Damit gehörten Rückversicherungen zu den renditestärksten Aktien überhaupt.

## Wirtschaftliche Aspekte
Im Regelfall ist davon auszugehen, dass die Aktienrendite tendenziell langfristig höher liegt als die Rendite von Anleihen, weil Aktien ein höheres Risiko (Kursrisiko, Emittentenrisiko, Marktrisiko) aufweisen als Anleihen, was in einer höheren Risikoprämie (englisch equity-risk premium) zum Ausdruck kommt. Viele Staatsanleihen (wie die Bundeswertpapiere in Deutschland) gehören zu den Anleihen mit einem risikofreien Zinssatz, so dass sie eine sehr niedrige Rendite aufweisen. Die reine Dividendenrendite gibt an, wie hoch die Ausschüttung im Verhältnis zum Börsenkurs ist; hierin zeigt sich die Dividendenpolitik der Aktiengesellschaft.
Aktien können auch untereinander anhand der Aktienrendite verglichen werden. Das gilt innerhalb eines Wirtschaftszweiges oder für ein ganzes Börsensegment. Untersuchungen auf der Grundlage des MSCI World zwischen 1975 und 2013 haben ergeben, dass die Aktienrendite (in jeweiliger Inlandswährung) für Standardwerte bei 10,7 % lag, für Wachstumswerte dagegen lediglich bei 8,6 %. Das bedeutet, dass der Aktienmarkt den Standardwerten das höhere Risiko gegenüber Wachstumswerten beimisst.

## Sonstiges
Eine verwandte Kennzahl ist das Kurs-Gewinn-Verhältnis, dem unter anderem der Gewinn je Aktie zugrunde liegt.